# Telecommunications Industry Association

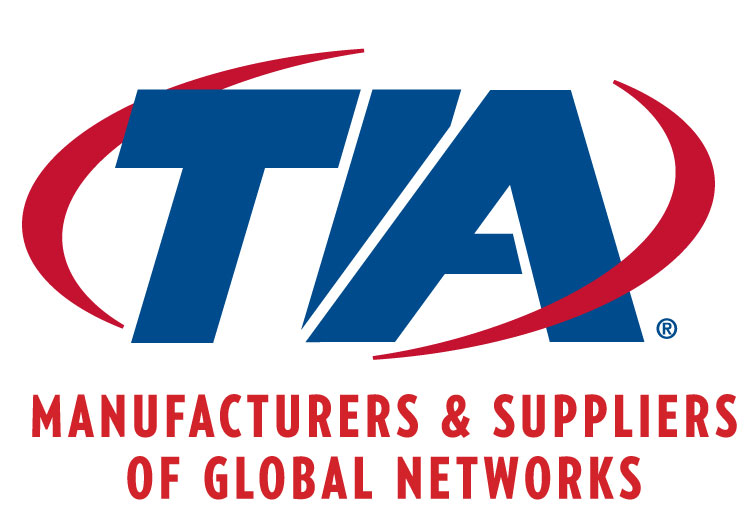
Logo

Die Telecommunications Industry Association (TIA) ist eine Vereinigung von Behörden der Vereinigten Staaten und Unternehmen aus den Branchen Datentechnik und Telekommunikation. Die Organisation mit Sitz in Arlington, Virginia, wurde im Jahr 1988 gegründet und entwickelt Standards für Kommunikationsprodukte, unter anderem Normen für Verkabelung.
Verbreitete Standards der TIA sind unter anderem:
- TIA-568A/B, Festlegung zu achtpoligen RJ-45-Steckern und Buchsen wie sie bei Ethernet eingesetzt werden
- TIA-598-C, Festlegung der Farbgebung von Lichtwellenleitern für Weitverkehrsverkabelungen
- TIA-602-A, Festlegung des AT-Befehlssatzes für Modems.
- TIA-607-B, Auslegung von Erdungsanlagen im Telekommunikationsbereich